# Aclypea opaca
Espèce
Aclypea opaca, le silphe de la betterave, est une espèce d'insectes coléoptères de la famille des Silphidae.
Cet insecte phytophage se nourrit des feuilles de plantes de la famille des Chenopodiaceae sauvages (arroches, chénopodes) ou cultivées, notamment la betterave. Les dégâts sont dus aussi bien aux adultes qu'aux larves.

## Synonymes
- Silpha opaca Linnaeus, 1758
- Blitophaga binotata Portevin, 1926
- Blitophaga mandli Portevin, 1932
- Blitophaga reitteri Portevin, 1926
- Blitophaga samnitica Fiori, 1899
- Blitophaga tomentifera Reitter, 1907
- Blitophaga vicina Jakovlev, 1890
- Blitophaga villosa Reitter, 1887
- Silpha hirta Herbst, 1783
- Silpha tomentosa Villers, 1789
- Silpha turkestana Hatch, 1928
- Silpha villosa Naezen, 1792[1].